# Acanthophorides incomptus
Acanthophorides incomptus är en tvåvingeart som beskrevs av Schmitz 1927. Acanthophorides incomptus ingår i släktet Acanthophorides och familjen puckelflugor.
Artens utbredningsområde är Costa Rica. Inga underarter finns listade i Catalogue of Life.